# Warren Hastings
Warren Hastings (Churchill, Inglaterra; 6 de diciembre de 1732-Daylesford, Inglaterra; 22 de agosto de 1818) fue político y administrador colonial británico, considerado uno de los fundadores del Imperio británico en la India.

## Biografía

### Carrera política en la India
A los 18 años se dirigió a la India como funcionario de la Compañía Británica de las Indias Orientales. A raíz de su talento administrativo comenzó a ascender en la jerarquía, pasando a formar parte de las juntas administrativas que gobernaban las ciudades de Calcuta y Madrás. En 1772 ya ocupaba el cargo más importante de la India, el Gobierno de Bengala. 
Como gobernador, Hastings inició una serie de reformas judiciales y financieras como la creación de un conjunto de tribunales civiles y la imposición de aranceles uniformes a todas las importaciones. En 1773 el Parlamento británico limitó la autoridad de la Compañía y el gobierno nombró a Hastings primer gobernador general de la India, con un Consejo de gobierno formado por cuatro miembros. Aunque el Consejo bloqueaba casi todas las decisiones de Hastings, durante su mandato pudo iniciar numerosas reformas judiciales y administrativas. Entre 1778 y 1782 defendió con éxito los dominios de la Compañía de los ataques de los dirigentes indios, quienes se habían puesto de parte de los franceses. Su victoria aseguró la influencia británica en la India, pero para sufragar los gastos de la guerra, Hastings se vio obligado a embargar las propiedades y los recursos financieros de algunos dirigentes del país que se habían negado a contribuir para hacer frente a dichos gastos.

### Regreso a Reino Unido
En Inglaterra muchos liberales temían el creciente poder de Hastings y en 1784 el Parlamento aprobó un proyecto de ley que abolía la autonomía política de la Compañía de las Indias Orientales en la India. Hastings no pudo afrontar la doble autoridad de la Compañía y de la Corona y dimitió como gobernador general. Tras su regreso a Reino Unido, se convirtió en víctima de un largo enfrentamiento político entre el Parlamento y la Compañía por el control del gobierno de la India. En 1788 fue llevado a juicio por un grupo parlamentario, encabezado por su enemigo personal y antiguo compañero en el Consejo de gobierno, Philip Francis. Hastings fue acusado del embargo de propiedades y dinero que ordenó cuando se hallaba en el cargo. El juicio duró siete años; en 1795 Hastings fue exonerado de todos los cargos, pero había gastado toda su fortuna en su defensa. Hasta su muerte en Daylesford, Worcestershire, el 22 de agosto de 1818, Hastings pasó el resto de su vida retirado en Inglaterra.
- Datos: Q333994
- Multimedia: Warren Hastings / Q333994